# دارين ماكليود
دارين ماكليود هو لاعب كرة قدم كندي، ولد في 4 مارس 1994 في واترلو في كندا. لعب مع نادي شمال كارولاينا.

## وصلات خارجية
- دارين ماكليود على موقع قاعدة بيانات كرة القدم.إي يو (الإنجليزية)
- دارين ماكليود على موقع Soccerway.com (الإنجليزية)